# 杰克·克罗普
杰克·克罗普（英語：Jack Cropp，1927年5月23日—2016年6月25日），新西兰男子帆船运动员。他曾代表新西兰参加1956年夏季奥林匹克运动会帆船比赛，联同彼得·曼德获得一枚金牌。